# Melothria warmingii
Melothria warmingii är en gurkväxtart som beskrevs av Célestin Alfred Cogniaux. Melothria warmingii ingår i släktet Melothria och familjen gurkväxter. Inga underarter finns listade i Catalogue of Life.